# Roberto Diago
Juan Roberto Diago Querol (La Habana, Cuba  el 13 de agosto de 1920 — Madrid, España el 20 de febrero de 1955) fue un pintor y profesor cubano. 

## Biografía
Hijo de Carmen y Virgilio Diago. Entre los años de 1934 y 1942, realiza sus estudios relacionado con las artes plásticas. En el curso 1941-1942 obtiene con todos los estudios exigidos el diploma de Profesor de Dibujo y Pintura de la Academia Nacional de Bellas Artes San Alejandro de La Habana, Cuba. 
En septiembre de 1945 comienza a trabajar como profesor auxiliar de Paisaje y Colorido, en la Escuela de Artes Plásticas Tarascó de Matanzas,  estableciendo a partir de esta fecha su residencia en la ciudad. Durante todo el tiempo de trabajo en dicho centro, Roberto Diago pasó por diversas escalas docentes; además se desempeñó como secretario del centro junto a  Rafael Soriano  quien ejerció como director
Tras obtener una licencia sabática en el año de 1954, Roberto Diago realiza el 4 de octubre de ese mismo año, lo que sería su último viaje en barco hacia Europa, con intenciones inicialmente de permanecer en España y trasladarse después a Francia.
En Madrid, días después de un tragedia ocurrida en circunstancias no normales y poco aclarado en lo judicial; falleció el 20 de febrero de 1955. Entre los museos que contienen en sus colecciones obras suyas están el Museo de Arte Moderno de Nueva York (MoMA) y el Museo Nacional de Bellas Artes de Cuba

## Exposiciones personales
- 1944 "Diago: Dibujos y gouaches en el Lyceum". Lyceum, La Habana.
- 1953 "Roberto Diago". Pan American Union, Washington D. C., EE. UU.
- 1956 "Cuarenta Dibujos de Diago". Museo Nacional de Bellas Artes, La Habana. Cuba.
- 1986 "Roberto Diago". Tercera Bienal de La Habana. Fondo Cubano de Bienes Culturales, La Habana. Cuba.
- 2001 "El negro y el puro". Espacio Abierto, Revista Revolución y Cultura, La Habana, Cuba.

## Exposiciones colectivas
- 1941 Exposición de arte moderno y clásico (La pintura y la escultura contemporánea en Cuba). Palacio Municipal, La Habana. Cuba.
- 1944 Modern Cuban Painters. The Museum of Modern Art, Nueva York.
- 1947 Paintings and Drawings of Latin America. Knoedler Galleries, Nueva York.
- 1952 XXVI Biennale di Venezia. Venecia, Italia.
- 1974 Museum of Modern Art of Latin America. Selections from the Permanent Collection. Museum of Modern Art of Latin America, Washington D. C., EE. UU.
- 1979 Biblioteca Nacional José Martí,  Exposición homenaje a Fernando Ortiz.[5]
- 1997 "Pinturas del silencio". Galería La Acacia, La Habana, CUBA.

## Premios
Entre los principales premios que ha obtenido se encuentran:
- 1942 Mención de Honor. XXIV Salón de Bellas Artes. Círculo de Bellas Artes, La Habana, CUBA

## Obras en colecciones
- Josefina Urfé de Diago (viuda del pintor) [Col. privada], La Habana, Cuba
- Juan Roberto Diago Durruthy [Col.privada], La Habana, Cuba
- Virgilio Diago Urfe [Col.privada], La Habana, Cuba
- Museo de Bellas Artes, La Plata, Argentina
- Museum of Modern Art, Nueva York, Estados Unidos de América
- Museum of Modern Art of Latin America, Washington, D.C., Estados Unidos de América
- Museo Nacional de Bellas Artes (Cuba)
- Col. Lezama Lima Casa Museo vid.: San Sebastián, dibujo a tinta sobre papel realizado en el año 1947, obra que estaba a la vista en el cuarto estudio del escritor.
- Col. Galería Cernuda Art, Coral Gables, Florida, Estados Unidos de América.[6]